# 一柳可遊
一柳 可遊（ひとつやなぎ かゆう/よしゆき）は、安土桃山時代の武将。弥三右衛門、右近将監、右近大夫と称しており、一柳右近の名でも知られる。諱は直秀ともいう。
秀吉に仕え、武功を挙げて黄母衣衆の一人となり、桑名城主となる。豊臣政権の官僚としても活動し、伊勢国の検地奉行を務めている。のち、豊臣秀次事件に巻き込まれて切腹した。

## 生涯
美濃国の一柳氏の出身で、豊臣政権下の大名であった一柳直末・直盛は従兄弟にあたるという。昭和初期に一柳氏の子孫がまとめた『一柳家史紀要』によれば、一柳直高（直末・直盛の父）の弟の藤兵衛の子という。
もとは斎藤道三の家臣といい、『美濃国諸旧記』には長良川の戦いの際に道三に味方した武将が列挙される中に「一柳右近直秀」の名がある。その後、従兄弟の一柳直末らとともに羽柴秀吉に仕え、秀吉近江国長浜城主となった頃に黄母衣衆の一人に選ばれた（「一柳弥三右衛門」の名で挙げられる）。
天正19年（1591年）に豊臣秀次に附けられたとされ、伊勢国桑名の領主となる。この時に桑名城を築城した。天正期には伊勢国三重郡に領地を持っていたことが確認される。
文禄元年（1592年）の文禄の役においては、秀吉の出兵計画書「各地ノ船奉行」に「壱岐　船奉行　一柳右近大夫」として名が見えるが、実際に奉行として伊勢国内での水主の動員に関わった文書が残っている。
文禄3年（1594年）に伊勢国で太閤検地が行われた際には、検地奉行の一人となった。検地は7月から9月にかけて、秀吉が派遣した7人の奉行のもとで個別領主の違いを越えて統一的に行われ、検地終了後の9月に一斉に知行宛行状が出されている。大石学によれば、可遊自身は文禄検地後は1万9595石余を支配していたことが確認できるという。
文禄4年（1595年）7月、豊臣秀次事件に連座して徳川家康に預けられ、切腹した。

## 家族・親族
室は加藤景泰の娘（加藤光泰の姉）。妹は加藤光泰に嫁いでおり、きょうだいで二重の縁組を行っている。
長男は加藤光泰の婿養子となって加藤光吉（信濃守）を称したが、天正8年（1580年）に光泰に実子加藤貞泰が生まれたために家臣となった。以後、大洲藩加藤家の家老を世襲した。
二男の一柳孫右衛門も加藤家に仕え、大坂の陣で戦死している。子孫は大洲藩で重きをなした。

## 備考
- 桑名城主を務め伊勢の検地奉行を務めた「一柳右近」は、長らく一柳直盛と同一視されていた[8]。
- 可遊が奉行となった文禄検地での年貢高の中には江戸時代まで引き継がれたものがあり[15]、職人の由緒や年貢を承認・設定する役割を担った[16]。伊勢地域においては検地奉行を務めた可遊が権威として位置づけられ、後年に編纂された地域旧家の系譜では可遊との縁を強調するものがある[17]。
- 桑名城を築城した際に、神戸城の天守が移築された。この天守は慶長6年（1601年）に桑名に封ぜられた本多忠勝が新たに城を築くと神戸櫓となって残っている。